# Поттхофф, Энджи
Энджи Поттхофф (англ. Angie Potthoff; родилась 12 июня 1974 года, Эри, штат Пенсильвания, США) — американская профессиональная баскетболистка, выступавшая в женской национальной баскетбольной ассоциации. Была выбрана на драфте ВНБА 1999 года в четвёртом раунде под общим 49-м номером клубом «Миннесота Линкс». Играла в амплуа тяжёлого форварда. Ещё будучи действующим игроком вошла в тренерский штаб команды NCAA «IUP Кримсон Хокс». В последнее время работала ассистентом главного тренера студенческой команды «Нотр-Дам Файтинг Айриш».

## Ранние годы
Энджи Поттхофф родилась 12 июня 1974 года в городе Эри (штат Пенсильвания).